# Мартинович, Марко (мореплаватель)
Марко Мартинович (серб. Марко Мартиновић; 15 июля 1663, Пераст, Далмация (ныне Черногория) — 1716) — мореплаватель и кораблестроитель.
У Марко Мартиновича было только начальное и профессиональное морское образование, однако он был очень известен своими заслугами. В 1697 году открыл в Перасте (ныне Черногория) первую в Боке Которской морскую навигационную школу, где обучал капитанов кораблей.
Скоро школа Мартиновича стала так известна, что в 1698 году венецианский дож, по просьбе царя Петра I, направил группу из шестнадцати русских дворян для получения морского образования именно в Пераст, для обучения у Марко Мартиновича. Среди его известных учеников можно упомянуть российского государственного деятеля графа Петра Андреевича Толстого и адмирала российского флота Матвея Христофоровича Змаевича. Также капитан Мартинович написал книгу о строительстве кораблей и посвятил её одному из своих учеников, князю Дмитрию Голицыну.
В Перасте сохранился дом семьи Мартиновичей.